# Julian Sidney Rumsey

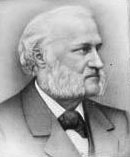
Julian Sidney Rumsey

Julian Sidney Rumsey (* 3. April 1823 in Batavia, Genesee County, New York; † 20. April 1886 in Chicago, Illinois) war ein US-amerikanischer Politiker. In den Jahren 1861 und 1862 war er Bürgermeister der Stadt Chicago.

## Werdegang
Über die Jugend und Schulausbildung von Julian Rumsey ist nichts überliefert. Seit 1835 lebte er in der damals noch jungen Stadt Chicago, wo er in der Firma seiner Onkel arbeitete, die im Getreidehandel tätig war. Später stieg er in diese Firma ein. Dabei entwickelte er ein später oft verwendetes System zur Getreideüberprüfung und Bewertung.
Rumsey war über 50 Jahre lang eng mit der Geschichte Chicagos verbunden. Er wurde Mitglied der 1854 gegründeten Republikanischen Partei. 1861 wurde er für ein Jahr zum Bürgermeister der Stadt Chicago gewählt. In dieser Eigenschaft unterstützte er die Sache der Union im Bürgerkrieg. Rumsey bekleidete im Lauf der Jahre weitere Ämter. So war er Bezirkskämmerer und Präsident der Terminbörse Chicago Board of Trade. Er stieg auch in das Bankgewerbe ein und war während der Wirtschaftskrise des Jahres 1873 Präsident der Corn Exchange National Bank. Er starb am 20. April 1886 in Chicago.